# Silis transversa
Silis transversa là một loài bọ cánh cứng trong họ Cantharidae. Loài này được Eschsch miêu tả khoa học năm 1822.